# Platyurosternarchus
Platyurosternarchus is een geslacht van straalvinnige vissen uit de familie van de staartvinmesalen (Apteronotidae).

## Soorten
- Platyurosternarchus crypticus de Santana & Vari, 2009
- Platyurosternarchus macrostomus (Günther, 1870)